# Wugigarra burgul
Wugigarra burgul is een spinnensoort uit de familie trilspinnen (Pholcidae). De soort komt voor in Queensland.